# Вечернее платье (фильм)
 «Вечернее платье»  (фр. Tenue de Soirée) — французская сюрреалистическая комедия режиссёра Бертрана Блие с участием Мишеля Блана, Жерара Депардьё и Миу-Миу.

## Сюжет
Жизнь семейной пары Антуана и Моник не удалась — денег нет, отношения на грани краха. Всё меняется как по волшебству с появлением Боба — опытного авантюриста, вора и прожигателя жизни. Вместе они грабят дома, убегают от преследователей и пытаются разобраться в своих непростых взаимоотношениях. Боб соблазняет сперва Моник, а потом и Антуана. Но беззаботность почему-то не делает их счастливыми. Перемены места жительства, взглядов и даже сексуальной ориентации всё вконец запутывает.
Фильмом «Вечернее платье» Бертран Блие продолжил череду  своих сюрреалистически-бунтарских комедий («Вальсирующие», «Приготовьте ваши носовые платки»), направленных против консервативных устоев современного общества.

## В ролях
- Жерар Депардьё — Боб
- Мишель Блан — Антуан
- Миу-Миу — Моник
- Мишель Кретон — Педро
- Бруно Кремер — любитель искусства
- Жан-Пьер Марьель — богатый буржуа в депрессии
- Милен Демонжо — жена пары в постели
- Жан-Франсуа Стевенен — мужчина пары в постели
- Бернар Фарси —

## Награды
- За роль Антуана Мишель Блан получил приз за лучшую мужскую роль Каннского фестиваля в 1986 году.
- Фильм номинировался на премию Сезар в восьми категориях, но не получил ни одной.